# アポストロフィ (')
『アポストロフィ (')』（Apostrophe (')）は、フランク・ザッパが1974年に発表したアルバムである。

## 解説
前作『オーヴァーナイト・センセーション』に引き続き、ザッパ自身のボーカルを前面に押し出した内容。ザッパの作品としては初めて、『ビルボード』誌のアルバム・チャートのトップ10に達した。
冒頭の4曲は曲間なしのメドレーとして収録され、「ドント・イート・ジ・イエロー・スノー」と「ナヌーク・ラブズ・イット」は、ナヌークという名のエスキモーを主人公とした連作。「ドント・イート・ジ・イエロー・スノー」は、ピッツバーグのラジオ局のDJにより、ノヴェルティ・レコードとして紹介されたことでローカル・ヒットし、最終的には全米86位のヒット・シングルとなった。タイトル曲「アポストロフィ (')」は、ジャック・ブルースとジム・ゴードンを迎えたトリオ編成で録音され、ジャック・ブルースのCDボックス・セット『Can You Follow?』（2008年）のCD Fourにも収録された。
アルバムは前作に引き続き、ステレオ･ミックス版と4chミックス版の2種が発売された。初CD化の1986年版CDから1987年のLPボックス『THE OLD MASTERS BOX THREE』を含み、1995年のFZ最終承認版まで4chミックス版が使われてきた。

しかし、1996年のAu20版（RYKODISCによる20bitマスター24金CD）ではステレオ・ミックス・マスターが使われた。以後、通常版（FZ最終承認版）もAu20版と同じマスターに差し替えられた。（2001年、日本での紙ジャケット仕様版のみ1995年版が使われている）

## 収録曲
特記なき楽曲はフランク・ザッパ作。7.はインストゥルメンタル。
1. ドント・イート・ジ・イエロー・スノー (Don't Eat the Yellow Snow) - 2:07
2. ナヌーク・ラブズ・イット (Nanook Rubs It) - 4:38
3. セント・アルフォンソズ・パンケイク・ブレックファスト (St. Alfonzo's Pancake Breakfast) - 1:50
4. ファーザー・オブリヴィオン (Father O'blivion) - 2:18
5. コズミック・デブリス (Cosmik Debris) - 4:14
6. エキセントリフューガル・フォルツ (Excentrifugal Forz) - 1:33
7. アポストロフィ (') (Apostrophe') - Frank Zappa, Jack Bruce, Jim Gordon - 5:50
8. アンクル・リーマス (Uncle Remus) - F. Zappa, George Duke - 2:44 (ステレオ・ミックス・マスターは2:50)
9. スティンク・フット (Stink-Foot) - 6:33

## 参加ミュージシャン
- フランク・ザッパ - ボーカル、ギター、ベース
- トニー・デュラン - リズムギター(on 7.)
- ジョージ・デューク - キーボード、バッキング・ボーカル
- ジャック・ブルース - ベース
- Erroneous - ベース
- トム・ファウラー - ベース
- ジム・ゴードン - ドラムス
- ジョン・ゲリン - ドラムス
- エインズレー・ダンバー - ドラムス
- ラルフ・ハンフリー - ドラムス
- ドン・"シュガーケイン"・ハリス - ヴァイオリン
- ジャン＝リュック・ポンティ - ヴァイオリン
- ルース・アンダーウッド - パーカッション
- イアン・アンダーウッド - サックス
- ナポレオン・マーフィー・ブロック - サックス、バッキング・ボーカル
- サル・マルケス - トランペット
- ブルース・ファウラー - トロンボーン
- レイ・コリンズ - バッキング・ボーカル
- ケリー・マクナブ - バッキング・ボーカル
- スージー・グローヴァー - バッキング・ボーカル
- ティナ・ターナー - バッキング・ボーカル （on 5. アンクレジット）
- デビー - バッキング・ボーカル （ジ・アイケッツ）
- リン - バッキング・ボーカル （ジ・アイケッツ）
- ルーベン・ラドロン・デ・ゲヴァラ - バッキング・ボーカル
- ロバート・"フロッグ"・カマレラ - バッキング・ボーカル